# Będzin

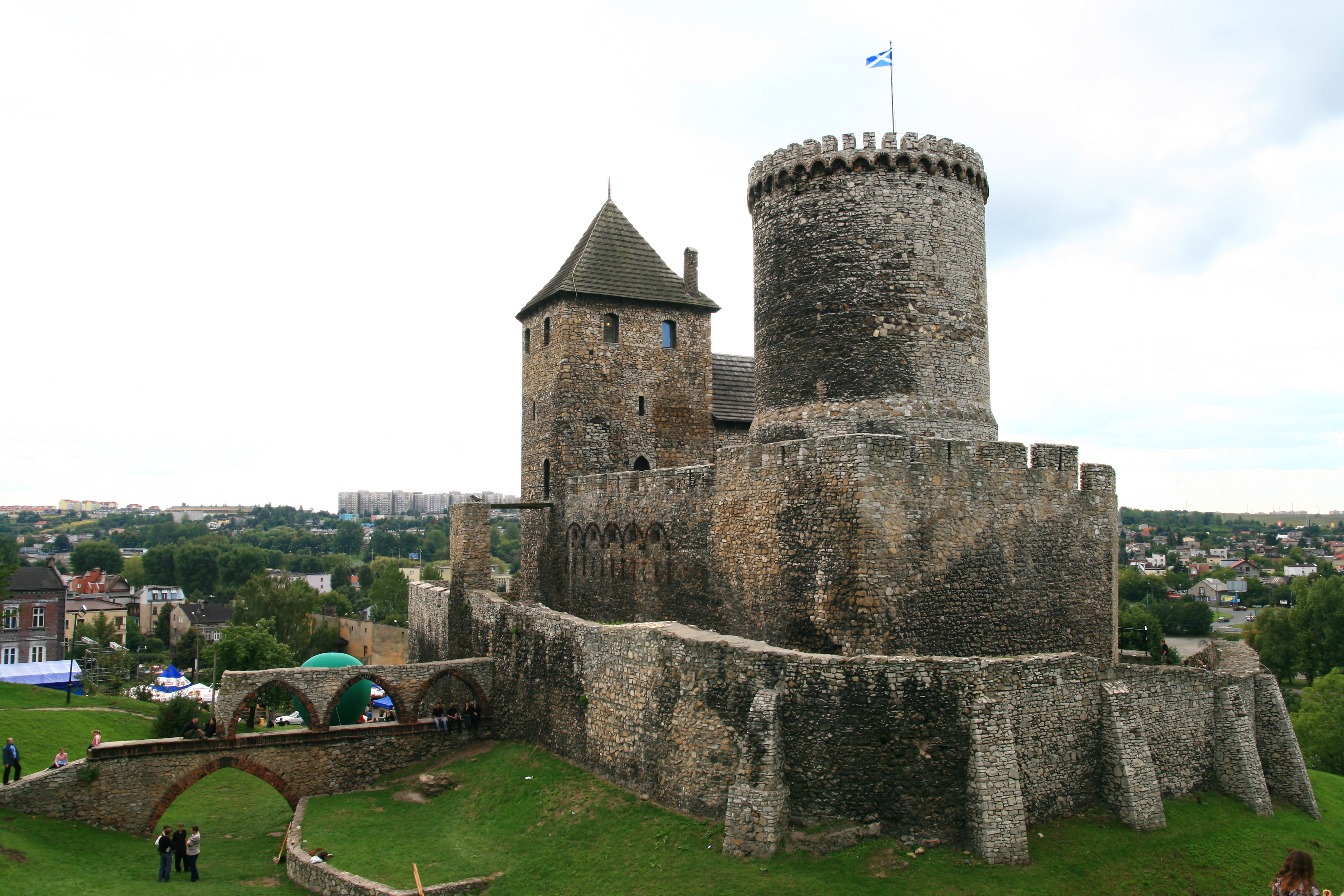
Castell de Będzin

Będzin (en jiddisch Bendin בענדין, en  alemany Bendzin) és una ciutat polonesa ubicada a el Voivodat de Silèsia, al sud de país. Situada a les terres altes de Silèsia, al riu Czarna Przemsza (un afluent del Vístula), la ciutat integra la conurbació, o una àrea metropolitana, de Katowice, amb una població de més de 2 milions de persones.

## Història
D'acord amb certes troballes arqueològiques, a la zona hi ha hagut assentaments humans, almenys des de l'alta edat mitjana. El primer esment històric de Będzin data de 1301, quan es descriu com un poble. El 1358 se li van atorgar els drets de Magdeburg, sent declarada ciutat.
Fins a la Segona Guerra Mundial, en Będzin hi havia una gran comunitat jueva. D'acord amb el cens rus de 1897, d'una població total de 21.200, 10.800 habitants eren jueus (prop del 51%). Segons el cens polonès de 1921 hi havia a la ciutat una comunitat jueva integrada per 17.298 persones, és a dir el 62,1% de la seva població total.
Al setembre de 1939, l'exèrcit alemany va envair la regió, seguit pels esquadrons de la mort de la SS (Einsatzgruppen), que van cremar la sinagoga de la ciutat, assassinant a molts dels jueus de la ciutat. Posteriorment, el 1942, va ser creat un gueto a Będzin per concentrar la població jueva. El qual va ser liquidat en l'estiu de 1943, sent deportats la majoria dels jueus de Będzin, al Camp d'Extermini d'Auschwitz.